# Галвяло, Михаил Яковлевич
Михаил Яковлевич Галвяло (1875—1942) — российский и советский учёный-медик, биохимик, организатор здравоохранения и медицинской науки, магистр фармации (1906), доктор медицины (1918), доктор медицинских наук (1935), профессор (1931), бригврач. 

## Биография
Родился 20 декабря 1875 года в Ковенской губернии.
С 1897 по 1902 год обучался на фармацевтическом отделении медицинского факультета Императорского Юрьевского университета. В последующем с 1915 по 1917 год проходил обучение в Императорской медико-хирургической академии и в 1918 году Петроградский психоневрологический институт.
С 1902 по 1941 год на научно-педагогической работе в ИМХА — Военно-медицинской академии имени С. М. Кирова на должностях: внештатный лаборант кафедры физиологической химии, с 1919 по 1926 год — старший преподаватель кафедры медицинской химии, с 1924 по 1926 год исполняющий обязанности начальника кафедры и с 1926 по 1941 год — профессор и начальник кафедры физиологической химии этой академии. Одновременно с 1926 по 1941 год — профессор химии 3-го Ленинградского медицинского института и руководитель Центральной лаборатории Обуховской больницы.

### Научно-педагогическая деятельность
Основная научно-педагогическая деятельность М. Я. Галвяло была связана с вопросами в области эмбриохимии, химии мышечных белков и биохимии ферментов, обмену веществ в условиях кислородного голодания, углеводному обмену и гормону, витаминов.  В 1906 году защитил диссертацию на соискание учёной степени магистр фармации по теме: «Женьшень. Материалы к химическому составу китайского корня саньнам», в 1918 году — доктор медицины. В 1935 году М. Я. Галвяло без защиты диссертации была присвоена учёная степень доктор медицинских наук. В 1931 году М. Я. Галвяло было присвоено учёное звание профессора. Являлся автором более пятидесяти научных работ, в том числе монографий.

### Репрессии, приговор и смерть
В сентябре 1941 года М. Я. Галвяло был отстранен от руководства кафедрой биохимии Военно-медицинской академии и был арестован по клеветническим доносам.  13 января 1942 года военным трибуналом был осуждён к 10 годам исправительно-трудовых лагерей за «проведение контрреволюционной агитации».
Скончался 30 января 1942 года в Ленинградской тюремной больнице. 28 марта 1959 году Военная коллегия Верховного суда СССР отменила приговор «за отсутствием состава преступления» и М. Я. Галвяло был полностью реабилитирован.